# 第四波女性主義

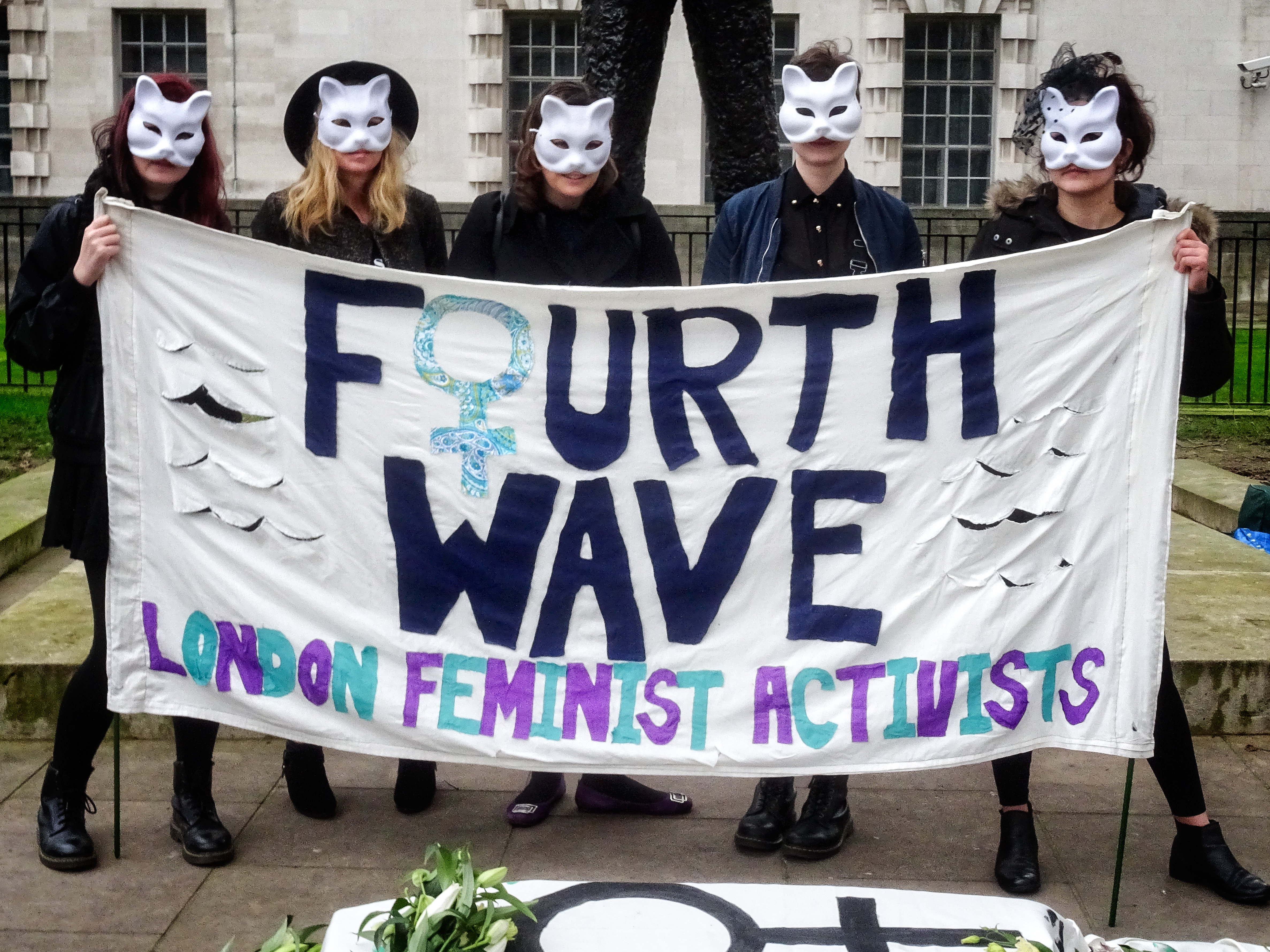
2017年，伦敦，国际妇女节

第四波女性主義（英語：Fourth-wave feminism），又名為第四次女性主義浪潮。第四波女性主義，係始於約2012年間的女性權益崛起運動，專注於性別架構的多元交織性和網路媒介的使用，而社群媒體普遍地被認為是此運動崛起的主要渠道。第一波女性主義、第二波女性主義和第三波女性主義為了替女性爭取更多意識和權利上的解放(liberation)、個人主義(individualism)與社會流動性(social mobility)。第四波女性主義持續地推翻社會中仍存在問題的性別規範(gender norms)。這些有問題的性別規範在第四波女性主義運動中，被視為是造成女性在社會中面臨的壓抑(oppression)和邊緣化(marginalization)的原因。又因社會階層(social stratification)與其他聯鎖權力系統之間的多元交織性()，讓傳統上已經為弱勢族群的非白人的女性和跨性別女性受到此現象的影響最深。第四波女性主義運動參與者倡議(像是更早期的女性主義者)這些被邊緣化的女性族群需要在政治、企業中得到更多的參與權利和能見度(representation)，認為社會可以藉由更多被邊緣化的女性族群的參與，融入多元的觀點，替社會大眾形成更公平的政策和行事準則。
第四波女性主義，更加地強調同工同酬(equal pay for equal work)的重要性，为各個年齡層的女性爭取與男性相當的工作機會(equal opportunities)；同時，試圖幫助各個年齡層的男性克服社會中性別規範(gender norms)，如：自由地表達自身的情緒、感受、肢體表達方式與提倡男性須提升在孩童教育中的參與度。第四波女性主義者，藉由整合大量的印刷品(print)、新聞(news)與社群媒體平台(social media)，替女性發聲以及對抗濫用權力者，以尋求女性權益的提升、對抗性侵害(sexual assault)、性騷擾(sexual harrassment)和尋求身體自主權(bodily autonomy)。

## 社群媒體
雖然先前的女性主義運動在推廣上遭遇到各種阻礙，像是刻板的社會政治架構和缺乏溝通與傳播管道，第四波女性主義運動參與者利用遠無弗屆的數位媒體(digital media)平台，協助參與者凝聚群眾力量、分享多元觀點，和揭露各種女性在社會中遭逢的壓抑經驗，展開對過去的女性主義運動的省思和批判，提供了第四波女性主義運動更廣泛的視角。
凱拉·科赫雷(Kira Cochrane)認為科技的使用，尤其像是Facebook、Twitter、Instagram、YouTube、Tumblr等互動式社群媒體平台，和部落格，如Feministing，奠定了第四波女性主義運動中挑戰厭女症(misogyny)的基礎論調。
社群媒體時代下的社會運動，能夠藉由推特發言紀錄，體現出媒體中的跨性別恐懼症(transphobia)，或由主題標籤推廣活動，如廣為人知的#MeToo、YesAllWomen、#bringbackourgirls、#NotYourAsianSidekick，與#SolidarityIsForWhiteWomen。#GirlGaze，是由Amanda de Cadenet發布的網路平台，旨為推廣女性之間的創造力和創業能力，強調女性主義者允許不同論辯立場存在的重要性，提高年輕女性在媒體中呈現的社會形象水平。《時代雜誌》命名MeToo運動中具相當影響力的社會運動家為「打破沉默者（The Silence Breakers）」，評選他們為2017年當年度的時代年度風雲人物。
其他第四波女性主義中的活動，還包括像是the Everyday Sexism Project、No More Page 3、Ni una menos、Stop Bild Sexism、解放乳頭運動(Free the Nipple)、蕩婦遊行(SlutWalk)、the 2017 Women’s March、the 2018 Women’s March、Time's Up (運動)、10億人起義(One Billion Rising)等。此波運動在藝術上的啟發，有像是Mattress Performance、10 Hours of Walking in NYC as a Woman。
社會特權(privilege)的影響是第四波女性主義運動中常見的論辯主題。運動參與者稱，傳統上居於社經主導地位的族群應承認特權的存在，並將此種特權作為提升弱勢或被邊緣化的族群的助力。

## 歷史背景和定義
1980年代，保守派國家領袖像是英國首相瑪格麗特·柴契爾(Margaret Thatcher)或美國總統隆納·雷根(Ronald Reagan)認為，女性在社會中已透過社會運動取得「足夠的平權和相當的既得利益」，而放棄支持女性主義運動，阻止了英美國家女性運動的持續發展。同一時期，北美洲國家、拉丁美洲國家與歐洲國家，雖在政府的同意下成立了婦女團體；卻因州政府的干預，弱化了婦女團體應有的獨立性，加深婦女團體在推廣女性相關議題上的困難。
1990年代間，歐洲國家和拉丁美洲國家發起了當地的第四波女性主義運動。當時崛起中的口紅女性主義(lipstick feminism)和消費女性主義(consumerist feminism)的發展，因主流女性主義無法成功融入美國學者擁護的酷兒理論(queer theory)，而停滯不前。雖然進展緩慢，第四波女性主義不斷地透過媒體和網路在世界各地萌芽。第四波女性主義運動參與者，大多由年輕世代的女性組成。因大部分的參與者從未透過學校或任何正式教育接觸過女性主義的發展歷史，她們對女性主義的理論只存在相當少的既定印象；也因為這樣，參與者得以捨棄過去女性主義主張的結構理論，在網路社群中塑造出以個人主義為中心的政治理論。與過去所有的女性主義運動一樣，第四波女性主義運動極力避免圍繞於單一的理想主義、組織，抑或以特定群體為中心發展的女性主義思想。相反地，運動本身強調凝聚多元族群的力量、女性之間互相支持的重要性，視女性為一個整體，鼓勵團結合作，達成以提升女性權益為主的共同目標。
西班牙第四波女性主義運動，可以追溯到於1997年的一樁謀殺案──安娜之死(英語：西班牙語：)。安娜受邀到當地電台廣播新聞Canal Sur，公開談論長年以來經歷家庭暴力(domestic violence)的歷程，事後卻遭先生報復，焚燒至死，陳屍於格拉納達家中。早期西班牙的第四波女性主義運動，主要以電視與報紙作為推廣的管道。安娜的謀殺案引起全國性的關注，讓性別暴力，尤其是家庭暴力浮上檯面。有鑒於安娜謀殺案，西班牙廣播電視公司(RTVE)和其他的新聞媒體紛，紛改變在報導性別暴力新聞的相關規定，以防範公開談論性別暴力事件對受害人的二次傷害。在西班牙社會對家庭暴力的關注增加後，新聞記者開始檢視媒體一直以來對家庭暴力事件的刻畫。與性別暴力相關的歧視言論或笑話從此被廣泛地禁止。這波對家庭暴力的反對聲浪也掀起了後續在網路和其他虛擬平台上對性別歧視議題的討論，例如職場上的酬勞差異(gender pay gap)，和玻璃天花板(glass ceiling)。
2018年和2019年的11月，上千位民眾於法國各地遊行，抗議猖獗的性別暴力(gender violence)和家庭暴力(domestic violence)，利用主題標籤#NousToutes（Nous toutes即法文“我们所有人”，其中toutes使用了阴性复数形式的拼写），指控政府長久漠視此議題，並缺乏制裁加害者的法律和政策。抗議民眾聚集，且以紫色旗幟和紫色服飾呼應此運動。此運動啟發了#MeToo運動。
拉丁美洲國家的第四波女性主義，包含了多種論調迥異且互相矛盾的女性主義。其中最具爭議的女性主義論調，嚴格定義女性只有順性別(cisgender)和非跨性別(non-intersex)的女性，批評酷兒女性主義(queer feminism)係一種抵抗傳統女性形象和去女性化的理論。這種反對酷兒女性主義(queer feminism)和後現代女性主義(postmodern feminism)的論調，與當時具影響力的女性主義學者朱迪斯·巴特勒(Judith Butler)的女性主義理論形成強烈對比，形成另一種反酷兒(anti-queer)的女性主義運動。排斥酷兒女性主義的理論，普遍被認為是基於性別二元論(gender binary)和順性別常規化(cisnormative)的傳統性別架構(gender construct)建立的理論。這些拉丁美洲的女權人士稱巴特勒的理論是企圖抹煞女性本質且視女性為一種政治工具，稱性別研究(gender studies)為陰謀論。她們認為女性的定義和劃分的界線應該由生理特徵決定，而非性別認同(gender identity)，以性別本質主義(gender essentialism)取代後現代女性主義論，稱酷兒女性主義為一項壓迫女性本質和藏匿男性激進派('male aggressors',指跨性別女性)的陰謀論。
其中，最早發起第四波女性主義運動的國家為拉丁美洲國家阿根廷，與波蘭。有些人認為1995年在北京(Beijing)舉辦的第四次世界婦女大會(World Conference on Women, 1995)為波蘭90年代中期女性主義運動的開端。
社群媒體扮演了催化第四波女性主義運動的關鍵角色。2018年，大量女性透過社群媒體集結上街和遊行抗議是將西班牙、阿根廷、巴西的此波女性主義運動推向巔峰的原因之一。這樣大規模的民眾集結和抗議在西班牙早期的女性運動中是前所未見的。極右派政黨呼聲 (政黨)和安達魯西亞(Andalucía)的重新崛起讓女性主義運動面臨嚴峻的挑戰。在阿根廷的墮胎權利(abortion rights)運動中，上千名女性和參與者圍著綠色圍巾上街爭取阿根廷的合法化墮胎法案。
以Twitter為例，2006年在Twitter剛創立時，吸引的使用者年齡層多集中在介於18歲到29歲間年輕族群，類似的社群平台的普及讓民眾非常容易取得與社會運動相關的資訊，促成了後來的主題標籤女性主義(hashtag feminism)。
2016年10月，美國保守派政黨共和黨 (美國)總統候選人唐納德·特朗普(Donald Trump)於2005年一段貶抑女性的錄音對話曝光，內容包含他對女性的歧視、調戲、性騷擾行為，引起選民強烈反彈。雖特朗普事後公開道歉，但辯稱錄音內容是「更衣室的玩笑話。」。2019年5月，美國阿拉巴馬州通過《人類生命保護法案》(The Human Life Protection Act)嚴格禁止所有人工流產手術，即使懷孕女性為性侵害的受害人或非自願性的受孕，此反墮胎法案(anti-abortion bill)引發美國對「生命派」(pro-life)和「選擇派」(pro-choice)的討論。
2013年，民主黨參議員溫迪·戴維思在德州發起了一個耗時13個小時的冗長辯論(filibuster)試圖阻止新的反墮胎法規通過。大批支持民眾集結在德克薩斯州議會大廈(Texas State Capital)前聲援，無法到場的人則使用標籤#StandWithWendy支持戴維思的行動。公眾人物相繼採用此模式，在Twitter上發起與性別歧視相關的主題標籤，例如#askhermore，抗議媒體採訪女性公眾人物往往只專注女性公眾人物的外表或個人感情生活的雙重標準。
第四波女性主義運動，鼓勵參與者針對社會問題採取實際行動(calls to action)。英國演員艾瑪·沃特森，於2014年在聯合國婦女署(UN Women)發表的一番演講和她長年參與社會運動的努力啟發了主題標籤HeForShe的運動。在這樣的政治氛圍下，各國的性暴力事件漸漸受到國際媒體的關注和大篇幅地報導，像是2012年印度的印度黑公交輪姦案(Delhi gang rape, India)、2012年英國的吉米·薩維爾性侵案、2014年美國的比爾·寇司比性侵案、美國的2014年伊斯拉維斯塔槍擊事件、2016年加拿大的吉安·戈梅希性騷擾指控、2017年美國的哈維·溫斯坦性侵事件、#MeToo運動、溫斯坦效應、英國於2017年爆發的政治人物性騷擾醜聞，和西班牙於2018年發生的狼群案(The La Manada rape case)等，透過網路突破國界的限制，讓民眾了解事件的始末，喚醒國際上對女性權益的關注，並以行動支持或聲援世界另一端正在發生的不公義。
因爲第二波女性主義運動、第三波女性主義運動、第四波女性主義運動相繼在世界各地萌芽，各時期的理論經常同時地演化且不斷地被推翻、重新定義或解釋；專家學者質疑以特定時期的女性主義表達論述主題的核心架構是否仍然具有參考價值。另一方面，一些專家則認為了女性主義的歷史框架有效地幫助大眾理解或溝通主題涉及的概念，因此這些分界仍然被廣泛地使用。第四波女性主義運動不免繼承許多以往的女性主義論點或倡議的主題，有些人認為新世代的女性主義者可以藉由熟悉不同時期的女性主義運動擴充對女性主義的理解範疇。     
試圖直接對照同一時期但不同國家的女性主義發展可以是非常艱難，甚至是不可能的工作。舉例，美英的第二波女性主義運動，是歐洲國家和拉丁美洲國家的第三波女性主義運動，西班牙在佛朗哥時期曾歷經數次女性主義浪潮。在廣義解讀的前提下，第一波女性主義運動是介於19世紀中期到1965年、第二波女性主義運動介於1965年到1975年，而第三波女性主義運動則介於1975到2012年。西班牙的第四波女性主義運動，約莫開始於1990年代中期。西班牙裔的女性主義者Amelia Valcárcel，曾提出理論認為「西班牙的第四波女性主義運動有可能對應的是國際間的第五波女性主義運動」。
雖然各個時期的女性主義浪潮在學術上應皆具有可以辨識的特徵，但就在學者和女性主義運動家不斷地重新解釋後，女性主義浪潮之間的界線越顯模糊。傳統西方觀點中，第一波女性主義運動的特徵是女性參政權(Women’s suffrage)的推動，旨為爭取女性的投票權，和對公共事務的參與權利。隨著女性主義運動不斷地演化，在時間上交互重疊，第二波女性主義運動發起時間的斷代顯得更加地困難，普遍的共識係約莫1960年代間。相較第一波女性主義運動，第二波女性主義運動強調社會權(social rights)和個人權(personal rights)，例如同工同酬(equal pay)、身體議題(bodily issues)、性解放(sexual liberation)等，抵抗社會中基於性別的雙重標準。年輕族群讓新的女性主義直面社會特權對非白種人、酷兒、少數族群(minority group)造成不對稱的負面影響的事實，擁抱文化多樣性和兼容性。

## 觀點
英國記者凱拉·科赫雷(Kira Cochrane)與英國女性主義學者Prudence Bussey-Chamberlain在描述第四波女性主義運動時，稱此運動旨在為女性爭取社會正義，特別是針對女性的性騷擾（包含街頭騷擾）、對女性的暴力行為(violence against women)、工作職場上的歧視騷擾、身體羞辱(body shaming)、媒體中對性別的固化形象的刻畫和歧視、網路上的厭女評論和行為、校園性侵(campus sexual assault)、公共場所的性騷擾、公共交通運輸工具上的性騷擾、和社會中的強暴文化(rape culture)。她們同時支持多元交織性(intersectionality)的理論、社群媒體運動和網路連署(online petitioning)。Bussey-Chamberlain曾寫道：「這其中最令人不敢相信的是(在面對這類主題時)特定的態度居然仍存在。」第四波女性主義中包含的事件和組織有Everyday Sexism Project、UK Feminista、Reclaim the Night、10億人起義(One Billion Rising)和Lose the Lads' mags抗議行動。
Everyday Sexism Project的發起人，英國作家Laura Bates，於2012年4月16日建立了一個網路論壇，讓女性可以公開討論及分享她們每天碰到的騷擾事件。
1990年代，第三波女性主義運動參與者就已經開始透過寫作，導入男性特權(male privilege)的觀點和相關概念。第四波女性主義運動，仍持續地在學術上和社群媒體上被大量地研究及探討男性特權。美國社會運動家佩姬·麥金托(Peggy Mcintosh)，是早期對男性特權(male privilege)發表評論的女性主義者之一。她稱這種現象為（與白種人特權相關）「隱形且沒有重量的背包，這個背包裝著特別的分界、地圖、護照、解碼書、簽證、衣服、工具還有空白支票。」。第四波女性主義者採取各種行動，欲減少社會特權分化族群的力量，藉由使大眾了解社會特權在不同族群之間的差異，和提升民眾對此概念的意識以消弭「隱形的背包」的影響。同直聯盟受到此波女性運動的鼓舞，基於相信即使是男性或同樣享有特定優勢的族群，仍然可以為了社會必要的改變在自身的社群中響應社會活動、號召改變或付諸行動。倫敦作家Nikki van der Gaag，在探討孩童教育當中的問題時，引述了Consultative Group on Early Childhood Care and Development的觀點，指出在養育具有特權的年輕男性時的問題，經常是忽略強調個人責任和應有的行為準則。為了避免同樣的社會問題一再地發生，女性主義者提出解決現行性別教育問題的解方，例如鼓勵民眾接納性別中立的教育方式。芝加哥醫學院神經科學教授Lisa Eilot指出，嬰兒和發育中的兒童，在成長過程中任何細微的變化，於長時間的累積後可以導致劇烈的人格特質改變，造就固化的性別刻板印象。
女性主義者，稱社會中固化的性別刻板印象對男性施加成為家庭經濟來源的社會壓力和期待；相對的，女性則感受到須照顧家庭的義務。第四波女性運動普遍認為，這些社會施加的壓力造成了工作職場上，甚至是遍布於當今社會中的性別歧視。根據皮尤研究中心的調查顯示，在男性為主的工作環境當中任職的女性大部分相信他們身處的產業當中存在著性騷擾的問題或現象。

## 國際上的發展
第四波女性主義和#MeToo運動在美國取得普羅大眾的關注和相對的成功，儘管當地政府回應此波運動的策略不盡相同，各國民眾紛紛將類似甚至是相同的社會問題以當地語言創造不同的主題標籤。國際上與#MeToo類似的主題標籤有：
- 加拿大：#AndNow, #NowWhat
- 中國：#我也是
- 法國：#BalanceTonPorc
- 印度：#NotinMyName
- 南非：#AmINext
- 義大利：#QuellaVoltaChe
- 菲律賓：#BabaeAko
- 西班牙：#Cuéntalo
- 巴基斯坦：#BoycottAliZafar, #BoycottTeefainTrouble, #TeefaisTrouble

## 運動年表
| 時間           | 事件 |
| -------------- | --- |
| 2012年4月16日  | 英國作家Laura Bates建立網路論壇'Everyday Sexism Project'（每日性别歧视计划）讓女性公開討論及分享她們每天碰到的騷擾事件。                                              |
| 2012年8月      | 英國作家Lucy-Anne Holmes發起'No More Page 3'抗議太陽報 (英國)刊登裸露上身的模特兒照片。                                                                               |
| 2012年9月      | 美國劇作家伊芙·恩斯勒(Eve Ensler)發起10億人起義(One Billion Rising)旨於終結所有對女性的暴力行為。                                                                     |
| 2012年9月      | 英國主持人吉米·薩維爾性侵醜聞爆發。 |
| 2012年10月30日 | 美國作家Alissa Quart杜撰新的詞彙'hipster sexism'。 |
| 2012年12月16日 | 印度黑公交輪姦案(The 2012 Delhi gang rape)引發全球性的抗議活動。 |
| 2013年2月      | 曹菊(假名)控訴新巨人培訓學院的性別歧視案件，被視為'中國第一件性別歧視案'，判決新巨人培訓學案支付當事人3萬元人民幣作為賠償。                                           |
| 2013年3月7日   | 加拿大裔美國媒體評論家阿妮塔·薩克伊西恩(Anita Sarkeesian)發起女性主義頻率(Tropes vs. Women in Video Games)探討電玩遊戲中對女性形象的刻畫及陳腐的刻板印象。            |
| 2013年12月     | 英國記者凱拉·科赫雷(Kira Cochrane)發行新書All the Rebel Women: The Rise of the Fourth Wave of Feminism。                                                              |
| 2013年12月     | 解放乳頭運動(Free the Nipple)挑戰女性於公共場合展現上半身裸體的權利。                                                                                                 |
| 2014年1月22日  | 美國總統巴拉克·歐巴馬(Barack Obama)成立特別專案小組(White House Task Force to Protect Students from Sexual Assault)對抗校園性騷擾及性暴力。                           |
| 2014年4月      | 南非開普敦大學法律系教授Rashida Manjoo於聯合國反性暴力的研討會(Special Rapporteur on Violence Against Women)上公開批評英國的性別歧視文化'boys' club sexist culture'。 |
| 2014年5月24日  | 主題標籤#YesAllWomen發起，回應2014年伊斯拉維斯塔槍擊事件。 |
| 2014年8月      | 玩家門(GamerGate controversy)爭議事件激起遊戲界對女性遊戲開發者的性騷擾和歧視問題的討論。                                                                             |
| 2014年9月14日  | 邁阿密大學 (佛羅里達州)(University of Miami)一名研究生對教授(Colin McGinn)的性騷擾指控引起社會大眾對學術界中性騷擾現象的關注。                                        |
| 2014年9月20日  | 英國演員艾瑪·沃特森於2014年在聯合國婦女署(UN Women)發表有關女性權益的演講。                                                                                           |
| 2014年9月      | 美國藝術家Emma Sulkowicz發表她的表演藝術作品Mattress Performance (Carry That Weight)，成為她支持反性暴力運動的代表作品。                                              |
| 2014年10月27日 | 影片10 Hours of Walking in NYC as a Woman公布。 |
| 2014年11月     | 美國喜劇演員比爾·寇司比的性侵案 (Bill Cosby sexual assault cases)曝光。                                                                                               |
| 2014年10月     | 'Stop Bild Sexism'運動開始，抗議德國報紙《圖片報》(Bild)物化女性的報導內容。                                                                                          |
| 2014年10月31日 | 主題標籤#BeenRapedNeverReported吸引超過百萬的轉發以回應加拿大音樂人吉安·戈梅希的性騷擾指控。                                                                          |
| 2014年12月     | 漫畫書 《普理亞的守護神》(Priya's Shakti)內容描述印度少女遭受輪姦的性暴力故事情節。                                                                                   |
| 2014年12月23日 | 《時代雜誌》稱「2014年可能是有史以來對女性意識來說最棒的一年。」 |
| 2015年9月22日  | 'Breasts Are Healthy'部落格發布，替女性爭取在公開場合合法裸露上半身而不被警察逮捕的權利。                                                                             |
| 2016年2月1日   | 加拿大音樂人吉安·戈梅希的性騷擾指控審判過程開始。 |
| 2017年1月21日  | 2017年女性大遊行(2017 Women's March)，活動參與者以行動支持與女性權益相關的社會運動且替女性發聲，同時抗議保守派美國總統川普的上任。                                    |
| 2017年10月5日  | 《紐約時報》(The New York Times)揭發哈維·溫斯坦性侵事件(Harvey Weinstein sexual abuse allegations)。                                                                  |
| 2017年10月10日 | #MeToo運動開始。回應哈維·溫斯坦性侵事件和後續的溫斯坦效應。 |
| 2017年12月6日  | 《時代雜誌》命名Me Too movement中一群具相當影響力的社會運動家為「打破沉默者（The Silence Breakers）」，並將他們評選為2017年當年度的時代年度風雲人物。                 |
| 2018年1月1日   | Time's Up運動開始，為全球性的反性侵害和反性騷擾的社會運動。由好萊塢的名人發起，回應哈維·溫斯坦性侵事件和溫斯坦效應。                                                  |

## 批評
其中一個對第四波女性主義的批評係，其依賴科技散播資訊的本質。Ragna Rök Jóns稱，「第四波女性主義運動只讓可以取得資源像是科技產品和社群平台的族群參與或發聲。」第四波女性主義對科技的強烈依賴形成「內化的階級主義(classism)與健全主義(ableism)」，在飽受最多社會不公的地區仍然只有相當低的（人口）比例可以擁有科技或社群媒體等等資源下，此運動不對稱地放大社會中已經擁有較多資源和居於具優勢的社會地位的族群觀點。
評論家認為大型企業，如多芬，可能覬覦運動的大量媒體曝光，商業化女性主義運動，抵觸第四波女性主義中弱化社會特權、資本主義對女性主義的影響的試圖。
保守派對第四波女性主義的評論還有像是「如果女性相信社會系統是搭建在固有的框架例如父權系統(patriarchy)下，與其與男性公平競爭，女性可能會在失去動機下拋棄長年性別平權運動爭取的成果，傾向屈服在不公平的框架底下。」作家Joanna Williams在雜誌The American Conservative寫道：「第四波女性主義鼓勵女性尋求外界支持，像是強調個人狀態或是他們支持的混亂身份認同政治，（這種行為或理念）將好男人推開。」她將第四波女性主義運動與退步左派(regressive left)連結，稱第四波女性主義為獨裁和非自由派人士試圖主導或利用社會可以接納的理想主義，以達成控制和監督男性及女性的言論自由的目的。
保守派人士認為，當民眾參與網路社會運動時，他們可能會忽略在現實生活中採取行動的重要性。具女性主義色彩的龐克樂團Le Tigre曾在2001年發表歌曲Get Off The internet評論這種網路導向的社會運動現象。2015年，Alex Guardado在推特上也發表與網路社會主義中缺乏實際行動問題的相關評論，「大家(在發完女性主義的推特文後)就繼續過他們每天一樣的生活，跟其他的推特發文沒兩樣。」有些人認為他們是社會運動家但可能從來沒參加過任何集會運動或接觸過他們的粉絲之外的族群。就當各種女性主義運動在社群平台上發起時，懶人行動主義(slacktivism)這個詞也應運而生──形容社群平台使用者只在平台發表言論，而在現實生活中極少採取實際行動，或對他們的理念付出貢獻。這個爭議引起社會討論關於在這個網路已經取代面對面互動的時代下，民眾參與社會運動的必要前提和定義。
《哈芬登郵報》的記者Jennifer Simpkins在2014年發表她對當前女性主義的評論。她認為女性主義的意識抬頭促使女性之間放大檢視周遭女性的行為舉止，針對「不符合理想化的女性主義的行為或言論」進行具明顯敵意的攻擊甚至是公開審判。英國學者Ealasaid Munro認為這種指控文化(call-out culture)抹煞了女性主義的包容性(inclusivity)，冒著邊緣化少數族群或少數意見的風險。
女性的獨特生活經驗可能源自各種因素，例如種族、性向、社會階層、生活背景等等具複雜關聯性的變因。因此，英國學者Ealasaid Munro曾發表言論，批評主流女性主義只專注於中產白人女性的生活經驗，作為探討女性經驗的單一標準，而非容納且尊重社會中女性的多元觀點，和個體間的差異性。好萊塢名人雖成為這個時期的社會運動(例如：Me Too Movement)的關鍵倡議者，但大眾仍提出名人倡議社會運動的潛在問題和相關質疑，認為本身在經濟或各種條件上擁有社會特權的名人對已經不對稱的女性主義產生負面的影響、使得女性主義更容易忽視弱勢族群的訴求、減低第四波女性主義運動中對社會多元交織性(intersectionality)的重視。
此外，因運動主要圍繞在西方女性的觀點，第四波女性主義因忽視其他地區的女性生活經驗或觀點而飽受質疑。
其他還有像是缺乏確切的證據以證明社群媒體為促成第四波女性主義運動的主要推手，又或者是社群媒體的使用放大現有的社會問題與誇大事件嚴重性。其中一個例子是美國演員麥特·戴蒙針對哈維·溫斯坦性侵事件的回應：「我相信行為舉止是有一個可以容忍的範圍對吧？像是拍某個人的屁股或強暴或是對孩童的性暴力是有差別的，對吧？」麥特·戴蒙的此番言論在社群媒體上引發強烈反彈和後續的爭議。